# Conchita Campbell
Conchita Elizabeth Campbell (Vancouver, 25 ottobre 1995) è un'attrice canadese.

## Biografia
Di origine polacca da parte di madre e statunitense da parte del padre, Conchita parla fluentemente sia l'inglese che il polacco. È conosciuta principalmente per avere interpretato tra il 2004 e il 2007 il ruolo di Maia Skouris, una bambina di otto anni scomparsa durante gli anni quaranta e tornata cinquant'anni dopo con il dono della precognizione, nella serie televisiva 4400.
Precedentemente alla sua partecipazione a 4400 aveva recitato nel film per la televisione Wilder Days accanto a Peter Falk e Tim Daly. Nel 2004 partecipa al film Pursued - Senza scrupoli con Gil Bellows, Michael Clarke Duncan e Christian Slater. Nel 2005 appare in due episodi della famosa serie televisiva della CTV Cold Squad, nel ruolo della giovane April. Nel 2006 recita nel film di successo Scary Movie 4 nel ruolo di Rachel, la figlia del personaggio interpretato da Craig Bierko.

## Filmografia

### Cinema
- Pursued - Senza scrupoli (Pursued), regia di Kristoffer Tabori (2004)
- Bob - Un maggiordomo tutto fare (Bob the Butler), regia di Gary Sinyor (2005) – scene cancellate
- Scary Movie 4, regia di David Zucker (2006)
- Sitting on the Edge of Marlene, regia di Ana Valine (2014)

### Televisione
- Just Cause – serie TV, episodio 1x18 (2003)
- Wilder Days, regia di David Mickey Evans – film TV (2003)
- 4400 – serie TV, 37 episodi (2004-2007)
- Zixx: Level Two – serie TV, episodio 2x18 (2005)
- Cold Squad - Squadra casi archiviati (Cold Squad) – serie TV, episodi 7x12-7x13 (2005)
- Supernatural – serie TV, episodio 2x11 (2007)
- Bates Motel – serie TV, 2 episodi (2013)

## Doppiatrici italiane
- Erica Necci in Scary Movie 4
- Chiara Gioncardi in 4400